# Рошија Ноуа (Арад)
Рошија Ноуа (рум. Roșia Nouă) насеље је у Румунији у округу Арад у општини Петриш. Oпштина се налази на надморској висини од 238 m.

## Становништво
Према подацима из 2002. године у насељу је живело 369 становника, од којих су сви румунске националности.